# Санчари Виджай
Этот человек известен под сценическим псевдонимом, состоящим из личного имени (Виджай) и прозвища (Санчари).
Санчари Виджай (канн. ಸಂಚಾರಿ ವಿಜಯ್; 18 июля 1983, Панчанахалли, Карнатака — 15 июня 2021, Бангалор) — индийский актёр театра и кино на каннада. Лауреат Национальной кинопремии Индии.

## Биография
Виджайкумар Басавараджая родился 17 июля 1983 года в деревне Панчанахалли округа Чикмагалур в штате Карнатака. Его отец Басавараджая — театральный актёр, мать Говрамма — исполнительница народных песен и есть старший брат Сиддеш.
Будучи ребёнком Виджай играл небольшие роли в театральных постановках.
В колледже он получил степень в области инженерного дела и некоторое время преподавал информатику. Однако затем Виджай присоединился к труппе Театра Санчари, созданной в Бангалоре в 2004 году. В её честь он получил префикс Санчари к своему имени.
Актёр дебютировал в кино в фильме Rangappa Hogbitna (2011, ремейк черной комедии «Смерть на похоронах») и был замечен после роли в фильме «В своей кухне» (2014) Пракаша Раджа.
Существенное влияние на его карьеру оказало сотрудничество с режиссером Мансором. В его фильме Harivu он впервые сыграл главную роль — фермера, который приезжает в Бангалор, чтобы помочь своему неизлечимо больному сыну. 
В Nathicharami (2018), ещё одном фильме Мансора, Виджай блестяще показал образ мужчины средних лет, обеспокоенного несчастливым браком. Обе картины получили Национальную кинопремию за лучший фильм на каннада.
Его самой известной работой стала роль в фильме Naanu Avanalla...Avalu (2015) Б. С. Лингадевару, основанном на автобиографии Living Smile Видьи «I am Vidya». Виджай сыграл роль трансгендерной женщины, которая подвергается стигматизации и эксплуатации со стороны крайне предвзятого общества. Его выступление принесло ему Национальную кинопремию за актерское мастерство, а также кинопремию штата Карнатака и премию критиков Filmfare.
Он также продолжал появляться на экране во второстепенных ролях, например, как тренер новобранцев в «Обезвредить Вираппана» (2016) режиссёра Рама Гопала Вармы.
А в комедийном хорроре Riktha он не только сыграл четыре роли, но и исполнил одну из песен — «Dumtaka».
Всего за свою карьеру Виджай снялся в 25 фильмах. Он исполнил роли полицейских в фильмах 6ne Maili (2018) и Gentleman (2019) и слабовидящего Krishna Tulasi (2018). В последний раз Виджай появился на экране в Act 1978, который стал первым фильмом на каннада, выпущенным в кинотеатрах после снятия ограничений в 2020 году.
В июле 2021 года актер получил черепно-мозговую травму после того, как мотоцикл, на котором он ехал вместе с другом, занесло, и он врезался в электрический столб. Виджай был госпитализирован в больницу Apollo, где ему сделали экстренную операцию.
Он находился под наблюдением, но рано утром 15 июня перестал реагировать на лечение, а врачи констатировали смерть мозга. По просьбе семьи больница организовала процедуру донорства органов через организацию Jeevana Sarthakathe. На момент смерти фильмы Taledanda, Atakkuntu Lekkakkilla и Melobba Mayavi с его участием находились в стадии препродакшена.